# كاميرون ديك
كاميرون ديك (بالإنجليزية: Cameron Dick)‏ هو سياسي أسترالي، ولد في 1967 في بريزبان في أستراليا. حزبياً، نشط في حزب العمال الأسترالي. وقد انتخب Attorney-General of Queensland ‏ (26 مارس 2009 – 21 فبراير 2011) وفي 2015 Queensland state election ‏، انتخب عضو المجلس التشريعي ولاية كوينزلاند عن دائرة Electoral district of Woodridge ‏ (31 يناير 2015 – ) وفي 2009 Queensland state election ‏، انتخب عضو المجلس التشريعي ولاية كوينزلاند عن دائرة Electoral district of Greenslopes ‏ (21 مارس 2009 – 24 مارس 2012).